# Comunità ebraica di Trani

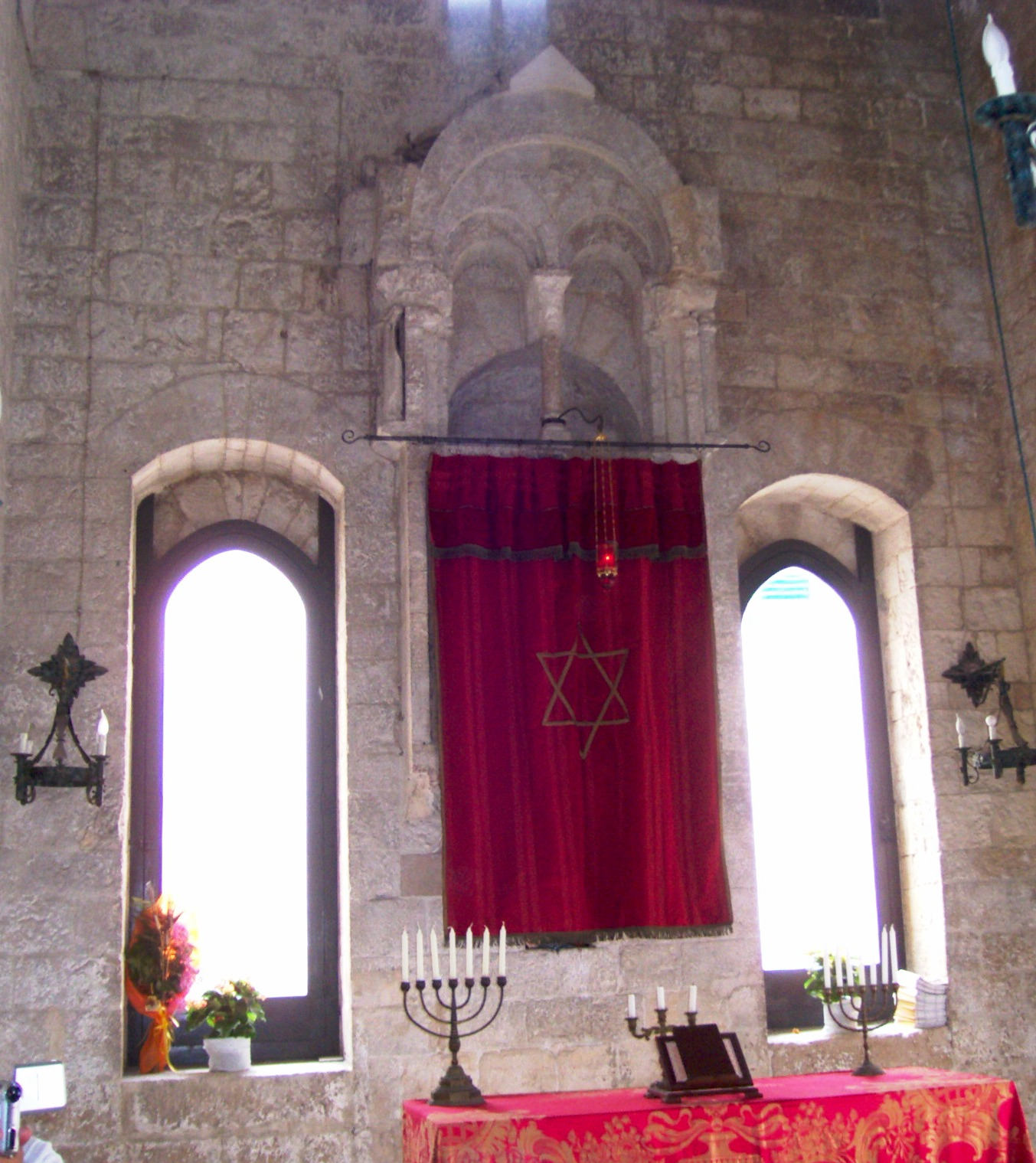
Trani - L'interno della Sinagoga di Scolanova

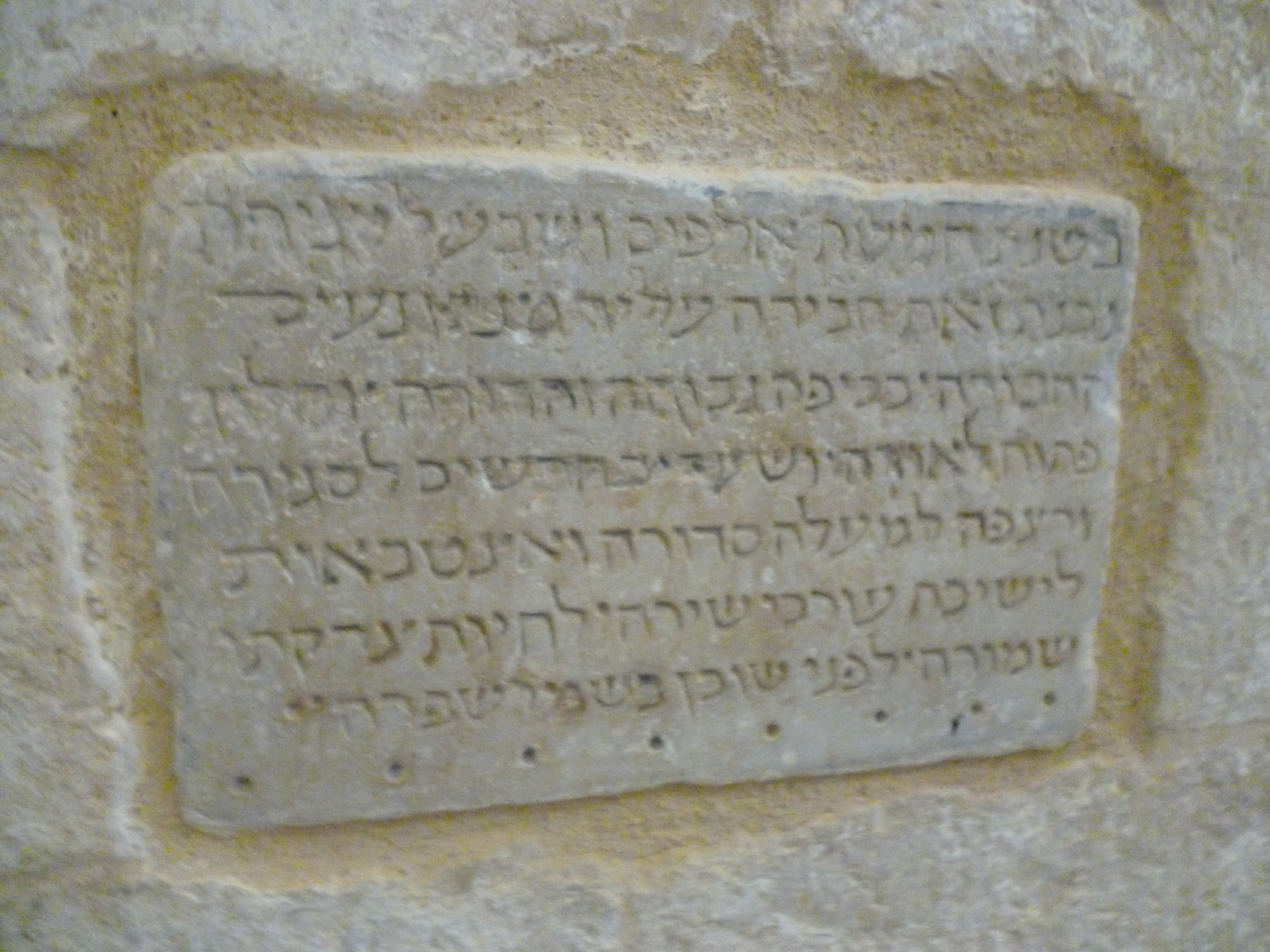
Trani - Tavoletta marmorea rinvenuta negli anni '30 in un muro della sinagoga di Sant'Anna; l'epigrafe riporta nel testo la data di costruzione del santuario secondo il calendario ebraico: "L'anno 5007 dopo la creazione", corrispondente al 1247 circa del calendario gregoriano.

La comunità ebraica di Trani nel medioevo contava numerosi appartenenti e disponeva di quattro sinagoghe e di un cimitero fuori della cinta muraria.

## Storia

### Il periodo Normanno-Svevo
Durante la prima metà dell'XI secolo Trani ospitava una numerosa comunità, alle cui probabili origini ci sarebbero ebrei venuti dalla Spagna Islamica per sfuggire all'intolleranza dei musulmani Almohadi. È anche probabile che famiglie ebraiche baresi si siano rifugiate a Trani quando Guglielmo I di Sicilia distrusse Bari nel 1156 per punirla di essersi consegnata all'imperatore bizantino Manuele I Comneno. L'ebreo Beniamino di Tudela, in Navarra, nel suo diario di viaggio, intrapreso tra il 1159 e il 1166 attraverso l'Europa e l'Asia, giunto a Trani, annotò che "Qui vi è una comunità d'Israele di circa duecento con a capo rabbi Elia, rabbi Natan il commentatore e rabbi Iacob".
Il periodo normanno-svevo fu il più felice nella storia degli ebrei di Trani. Con Enrico VI di Svevia nel 1195 conferma l'autorità dell'arcivescovo di Trani sulla giudecca, tuttavia gli ebrei tranesi godono della protezione dell'imperatore che proibisce le conversioni forzate e l'estorsione di denaro da parte di funzionari o cristiani nei loro confronti. Come ci tramanda il giurista tranese Cesare Lambertini essi ebbero il privilegio del monopolio del commercio della seta dall'imperatore Federico II e giunsero ad avere quattro sinagoghe, l'ultima delle quali fu completata nel 1247. Ci fu in questo periodo una eletta fioritura di studi, soprattutto talmudici, come prova la presenza di due dei più grandi maestri dei secoli XII-XIII: Isaia ben Mali "l'Anziano", nato verso il 1180, e suo nipote Isaia ben Eliyah "il Giovane".

### L'età angioina
La serenità della comunità tranese fu turbata agli inizi della dominazione angioina con la conversione al Cristianesimo del maestro Manuforte. L'accanita azione di proselitismo di Francescani e Domenicani, spinti dalla corte angioina, portò alla fine del XIII secolo al disfacimento delle comunità e al passaggio (spesso di comodo) di molti ebrei del Regno alla fede cristiana; a Trani nel 1294 i convertiti furono 310. Conseguentemente le quattro sinagoghe di Trani furono convertite in chiese cattoliche; gli edifici di due di esse sono sopravvissuti fino ad oggi: Sinagoga Scolanova e Sinagoga-museo Sant'Anna.

### La fase aragonese
Le conversioni della fine del XIII secolo, tuttavia, non distrussero del tutto in Trani la presenza ebraica. Essa pian piano si riprese e con gli Aragonesi, divenuti nel 1442 nuovi signori del regno, la comunità ritornò una delle più importanti di Puglia. La situazione precipitò nuovamente quando nel 1495 Carlo VIII di Francia invase il Regno: i beni di ebrei e neofiti furono sequestrati e ben 120 famiglie fuggirono a Barletta, Giovinazzo e altri paesi vicini. In cambio dell'aiuto ottenuto contro i francesi, nel 1496 Ferdinando II di Napoli cedette in pegno Trani a Venezia, che la tenne sino al 1509. Fu questo un periodo di relativa calma per la comunità giudaica di Trani, ma già nel 1510 gli ebrei e i neofiti della città dovettero lasciarla per volontà di Ferdinando II di Aragona, detto il Cattolico, nuovo sovrano del regno di Napoli. A questa data i nuclei ebraici stabili erano 15, quelli avventizi 32; alcuni neofiti riuscirono a dimostrare la loro fede cattolica e poterono restare. In tutto il Regno fu permesso anche di restare a circa duecento famiglie ebraiche facoltose per sovvenire ai bisogni del popolo. Le necessità economiche spinsero gli spagnoli, di lì a qualche anno, a favorire il ritorno degli ebrei e a legalizzare la loro presenza. 
La comunità di Trani è di nuovo attestata nel 1518 e perdurò sino al 1541, anno dell'espulsione definitiva degli ebrei dal Viceregno voluta dall'imperatore Carlo V d'Asburgo.

## Oggi
La rinascita ebraica di Trani avviene nel 2004 grazie agli ebrei pugliesi e al Rav Shalom Bahbout. Il 15 luglio 2004 viene indetta l'Assemblea costituente degli Ebrei di Trani; contestualmente il Comune di Trani restitusce la sinagoga Scolanova ad uso religioso. La comunità di Roma fornisce 2 Sefarim. Nel 2006 la Comunità Ebraica di Napoli formalizzava l'elevazione di Trani a Sezione, beneficiando dei fondi derivanti dalla legge n.175 finalizzati al pieno recupero della Sinagoga Scolanova. Nel maggio 2007 la comunità madre di Napoli dona alla Sezione tranese un Sefer.